# Солёная бухта
Солёная бухта — небольшая мелководная, несудоходная бухта, впадающая с юго-запада в Казачью бухту, на западной части Гераклейского полуострова. Название бухте дало солёное озеро, которое когда-то находилось в её вершине и из которого в конце XVIII века добывали соль. Есть версия, что ранее бухта называлась по-гречески Фонари (Маячная). В бухте расположен научно-исследовательский Севастопольский Государственный океанариум.